# Język pikardyjski
Język pikardyjski (picard, ch'ti) – etnolekt romański z grupy langues d’oïl, którym posługują się mieszkańcy Pikardii – w północnej części Francji oraz w belgijskim Hainaut. 
Najczęściej uznawany za dialekt języka francuskiego. SIL International oraz Europejskie Biuro Języków Mniej Używanych uznaje pikardyjski za odrębny język, jest on również oficjalnie uznany za język regionalny w Belgii, także władze francuskie uważają pikardyjski za język odrębny od francuskiego.
Odnotowano zanik jego użycia.